# Euchirella curticauda
Euchirella curticauda är en kräftdjursart som beskrevs av Giesbrecht 1888. Euchirella curticauda ingår i släktet Euchirella och familjen Aetideidae. Inga underarter finns listade i Catalogue of Life.